# Recha Sternbuch
Recha Sternbuch (Cracovia, 13 maggio 1905 – Parigi, 6 febbraio 1971) è stata un'attivista svizzera di origine ebraica che prestò soccorso agli ebrei durante gli anni dell'Olocausto.

## Biografia
Nata a Cracovia nel 1905, si trasferì a San Gallo nel 1928 con suo marito, Yitzchak Sternbuch, un uomo d'affari a Montreux in Svizzera. Trasferirsi a San Gallo, la città natale di suo marito, fu uno shock culturale per Recha perché cresciuta in una comunità religiosa non fu pronta a vivere la piccola comunità di ebrei svizzeri dalle abitudini più liberali della comunità in cui era cresciuta.
Suo padre era Markus Rottenberg, un eminente rabbino e studioso ampiamente conosciuto in Europa. Rottenberg nel 1912 si era trasferito dalla Polonia ad Anversa con la sua famiglia, Recha aveva 7 anni, per diventare rabbino capo della comunità Charedì della città, su richiesta dei capi religiosi della crescente popolazione ebraica di Anversa per un rabbino che avrebbe preservato le tradizioni religiose della comunità ebraica di Anversa. Non c'erano opportunità di istruzione religiosa nella sua comunità e nessuna scuola ebraica per ragazze in Belgio, quindi frequentò la scuola pubblica dove imparò il francese, mentre a casa in famiglia si parlava tedesco. La sua casa diventò un luogo di incontro per gli studiosi della comunità e lei continuò informalmente a imparare da questi eventi in cui suo padre avrebbe interpretato il Midrash. Da adolescente, lei stessa partecipò in alcune discussioni, con sorpresa dei visitatori che viaggiavano per cercare il consiglio di suo padre.
Suo marito si trasferì in Svizzera dagli Stati Uniti all'età di 10 anni. Gli Sternbuch si erano trasferiti negli Stati Uniti dopo i Pogrom di Chișinău, ma avevano trovato la vita a New York difficile come immigrati. Quando gli Sternbuch si trasferirono a Basilea, il padre di Yitzchak divenne un leader della comunità per gli ortodossi appena arrivati, in una città dove gli ebrei erano per lo più integrati e aveva persino ospitato il laico Theodor Herzl nel Primo congresso sionista. Sotto questo aspetto, l'infanzia di Yitzchak in Svizzera fu simile a quella di Recha in Belgio, poiché la sua casa divenne un punto di incontro per religiosi e studiosi per incontrare il padre, tanto che Abraham Isaac Kook, uno dei fondatori del sionismo religioso, rimase con gli Sternbuch nel 1914 allo scoppio della prima guerra mondiale, un'esperienza che probabilmente influenzò le opinioni della famiglia Sternbuch sul sionismo. Incapace di trovare una moglie nella comunità ebraico-svizzera, incontrò Recha dopo aver sentito che la figlia di un importante rabbino stava cercando un matrimonio.

### L'attività di salvataggio
Era una donna ortodossa, con figli e di nuovo incinta, quando trascorreva le nottate vicino al confine austriaco tentando di contrabbandare i rifugiati e cercando di eludere le guardie di frontiera svizzere che avevano l'ordine di respingere chiunque avesse più di sedici anni e meno di sessanta. Ha operato insieme al capitano della polizia cantonale svizzera Paul Grüninger, che nel 1938 l'ha aiutata a portare oltre 800 rifugiati in Svizzera. In seguito fu arrestata e incarcerata, perse suo figlio; Grüninger perse il lavoro e la pensione per l'aiuto dato agli ebrei, in seguito fu aiutato a sua volta dagli Sternbuch. Dopo il rilascio continuò il suo attivismo in gran parte da sola riuscendo a organizzare il salvataggio di oltre 2 000 ebrei, contrabbandando visti svizzeri falsi a molti ebrei attraverso i confini tedesco e austriaco. Successivamente ottenne i visti di ingresso cinesi che permisero ai titolari di attraversare la Svizzera e l'Italia verso i porti da dove potevano essere introdotti clandestinamente in Palestina.
Il giorno del Bar mitzvah di suo figlio fu informata che alcuni ebrei erano in pericolo a Vichy in Francia. Invece di recarsi alla sinagoga, prese un treno per recarsi in Francia durante lo Shabbath con lo scopo di salvare gli ebrei in pericolo. Sebbene il viaggio durante lo Shabbath fosse proibito nel giudaismo, il Pikuach nefesh descrive il principio della legge ebraica secondo cui la conservazione della vita umana prevale praticamente su qualsiasi altra considerazione religiosa e quasi ogni precetto di non compiere un'azione della Torah diventa inapplicabile.
Aveva accesso alla valigia diplomatica polacca e fu in grado di inviare dei dispacci codificati ai suoi contatti negli Stati Uniti e in Turchia. Un uso importante di questo canale da parte degli Sternbuch per informare la filiale di New York di Va'ad Hatzalah (un comitato di soccorso), il 2 settembre 1942, sugli orrori dell'Olocausto, un messaggio rafforzato dal successivo telegramma Riegner dell'8 agosto 1942 inviato per allertare gli ebrei statunitensi sulla realtà dell'Olocausto che portò a riunirsi 34 organizzazioni ebraiche. La valigia diplomatica polacca fu anche usata per inviare messaggi segreti, del denaro agli ebrei nell'Europa occupata dai nazisti e anche le tangenti per il salvataggio.
Recha sviluppò anche dei buoni rapporti con il nunzio papale in Svizzera, monsignor Phillippe Bernadini, decano della comunità diplomatica svizzera. Le diede accesso ai corrieri vaticani per l'invio di denaro e di messaggi alle organizzazioni ebraiche e della resistenza nell'Europa occupata dai nazisti. Fu tra i primi a ottenere i documenti d'identità sudamericani, probabilmente molti dall'ambasciata di El Salvador in Svizzera forniti da George Mantello, e a distribuirli agli ebrei in pericolo.
Nel settembre 1944 prese contatto con Jean-Marie Musy, ex presidente della Svizzera e conoscente di Heinrich Himmler. Su sua richiesta, Musy, con l'aiuto del figlio Benoît Musy, trattò con Himmler il rilascio degli ebrei nei campi di concentramento in cambio di un riscatto di un milione di dollari. Il 7 febbraio 1945, Musy consegnò i primi 1 210 detenuti da Theresienstadt, e altri furono promessi a intervalli di due settimane.
Gli Sternbuch continuarono a negoziare attraverso Musy fino alla fine della guerra. Ci fu un accordo per consegnare quattro campi di concentramento sostanzialmente intatti agli Alleati in cambio della garanzia degli Stati Uniti di processare le guardie del campo in tribunale invece di ucciderle sul posto, salvando la vita a un gran numero di detenuti del campo. Gli Sternbuch negoziarono anche il rilascio di migliaia di donne dal campo di Ravensbrück e il rilascio di 15 000 ebrei detenuti in Austria.

## Documentario
La storia di Recha Sternbuch è raccontata nel film-documentario Unlikely Heroes (2003) della Moriah Films, con narratore Ben Kingsley.